# 德爾伍德 (密蘇里州)
德爾伍德（英語：Dellwood）是位於美國密蘇里州聖路易斯縣的城市。

## 人口
根據2020年美國人口普查的數據，德爾伍德的面積為2.68平方千米，皆為陸地。當地共有人口4914人，而人口密度為每平方千米1,834人。